# Victor d'Hupay
José Alexandre Vítor d'Hupay, transliterado do original em francês: Joseph Alexandre Victor d'Hupay (1746-1818), foi um filósofo e escritor natural do Reino da França. Nasceu de uma família burguesa, na comuna de La Tour-d'Aigues em 1746, na Província de Provença, Reino da França. Em 1785 um pouco antes da Revolução Francesa, e Victor possuindo seus 39 anos de idade, foi referido como Comunista, em uma resenha literária de um livro do romancista francês Nicolas Edme Restif de La Bretonne, por causa de seus pensamentos comunais. Foi nisto que pela primeira vez na História, apareceu o termo Comunismo em seu sentido moderno. Portanto, os seus pensamentos o fez ser um dos ancestrais do Comunismo e Socialismo. Um desejo que também tinha, era de transformar os pensamentos dos filósofos da Era do Iluminismo em prática. Victor faleceu em 25 de outubro de 1818 na própria França, aos 72 anos de idade.

## Biografia
Victor nasceu de uma família burguesa, em 1746, e foi na escala do patrimônio familiar que, aos 17 anos de idade, começou a escrever seus primeiros textos sobre a economia rural. Ele sendo ainda jovem, tinha um pensamento de colocar todas as suas propriedades em uma comunidade, associada a seus vizinhos. Na área da agricultura, como o Marquês de Mirabeau seguiu o movimento Fisiocrata, que defendia a economia baseada à agricultura, que para Victor era toda a base para uma riqueza. Além de sua pretensão de prosperar a terra de sua família, já rica.

### Iluminismo
Quando chegou à Europa o Iluminismo, Victor seguiu o exemplo do barão de La Tour-d'Aigues que prezava o desenvolvimento de terras e que tinha uma das maiores bibliotecas da época sobre este assunto. No entanto Victor "questionou" a exibição de riqueza dos Brunys, barões do local. Foi também discípulo de Rousseau, querendo promover uma vida mais "simples", um modelo de vida rural, longe dos tumultos das cidades. Leu amplamente os filósofos do Iluminismo, que o objetivo dele não era competir com os mesmos, mas colocar suas ideias em prática. O Comunismo e Socialismo de uma certa forma tem grande relação a Victor, que é considerado um dos principais ancestrais e pensadores dessas ideologias. Em 1770 Victor adquire a bastide de Puget em Fuveau tornando se co-senhor do local. A partir deste investimento passou o tempo entre Aix e Fuveau no inverno e em La Tour-d'Aigues no verão, depois da restauração de sua casa de campo em Fuveau. Em 1777 publicou sua primeira obra literária denominada "Project de Communauté Philosophe". Outro pensamento notável de Victor era seu desejo de reunir um círculo de amigos em sua nova casa para uma vida comunitária. Em 1785 definiu se como autor Comunista designando se "compartilhador" de bens.

### Revolução Francesa
Durante a revolução Victor ficou bem entusiasmado com as ideias principalmente pelo fato de ser burguês, correspondendo se a Mirabeau.
Bernardin de Saint-Pierre escreveu a ele:
“Com tanto zelo quanto você tem pela felicidade dos homens, mais cedo ou mais tarde faremos o bem”.
Em sua vida Victor dirigiu também vários projetos nacionais de educação e modelos de governos à Assembleia Nacional. Defendeu também a abolição do casamento usando se de um argumento de que, o casamento fazia parte de uma propriedade conjugal tirânica. No entanto apesar de seus esforços a favor da Revolução Francesa foi preso durante o Terror e a sua casa em Fuveau foi saqueada, sentindo se incompreendido. Ainda antes de morrer, Victor escreveu um pouco sobre o Império Francês. Por final, em 25 de outubro de 1818 Victor falece, aos 72 anos de idade.

## Obras
Projet de Communauté Philosophe (1777)
Hors d’œuvre du Règlement d’éducation nationale, ou Philosophie des gouverneurs et des meres-nourrices (1789)
Règlement d’éducation nationale, mis sous les auspices de M. Bernardin de St-Pierre (1789)
Généralif, maison patriarchale et champêtre (1790)
Effet du règlement d’éducation nationale, mis à la portée des mères (1792)
Méthode libre et républicaine d’éducation nationale : d’um règlement conforme aux derniers décrets de la Convention (1793)
Alcoran républicain, ou Institutions fondamentales du gouvernement populaire ou légitime, pour l’administration, l’éducation, le mariage et la religion (1795)
Détails de la méthode mécanique d’éducation nationale, domestique et populaire (1807)